# Hi way
Hi way – polska komedia absurdalna z 2006 roku, na podstawie scenariusza i wraz z udziałem grupy Mumio, będący zarazem pierwszym filmem fabularnym tego zespołu. Film w założeniu jest autorskim komentarzem do polskiej przed- i pokomunistycznej rzeczywistości – podsumowaniem ostatnich dekad polskiej komedii.
Scenariuszem i reżyserią zajął się Jacek Borusiński. Hasłem promującym film stał się jeszcze przedpremierowy slogan: Film, który trzeba obejrzeć 2 do 3 razy.

## Opis fabuły
Historia dwóch filmowców nieudaczników, którzy wspólnie mają nakręcić nudny wywiad. Jaco (J. Borusiński) jest reżyserem, Pablo (D. Basiński) natomiast operatorem kamery. Wspólna podróż w obie strony pozwala im się bliżej poznać, a wizja odwalenia obowiązkowej chałtury wprawia ich w sentymenty. Jadąc autostradą snują wizje swojej kariery, omawiają scenariusze i sylwetki bohaterów w filmach. Powoli bohaterowie zdają się tracić dystans do własnej, niepohamowanej wyobraźni. Pomysły autorów zaczynają wymykać się spod kontroli, zaburzając im poczucie rzeczywistości - świat absurdu wnika powoli przez zacierające się im granice do świata realnego.

## Obsada

### Mumio
- Jacek Borusiński – Jaco / Marek
- Dariusz Basiński – Pablo / Jedzer
- Jadwiga Basińska – Sąsiadka Zasadnicza

### Aktorzy
- Maciej Słota – Pan Andrzej
- Maurus vom Scheidt – Markus Merkt
- Mirosław Meyer – Meyer
- Mariusz Zonik – Wujek Jacunia / Facet na zdjęciu
- Gabriela Olczyk – Sąsiadka Uprzejma / Ciotka Agnieszka
- Tomasz Skorupa – Sąsiad Palący / Fołta
- Dariusz Rzontkowski – Sąsiad z Płytą
- Kajetan Kwiecień – Chłopiec w Okularach
- Ireneusz Podgórski – Właściciel Poloneza / Dziadek Tadeusz
- Jan Kejl – Pracownik Stacji Dziennej / Dziadek Franciszek
- Jan Herla – Pracownik Stacji Nocnej / Dziadek Szczepan
- Małgorzata Hajewska-Krzysztofik – matka Oli

"Inspektor Fołta"
- Jan Piper – Świadek
- Czesław Kłos – Podejrzany 1
- Piotr Rybak – Podejrzany 2

"Park"
- Małgorzat Gerc – Anka
- Anna Ryśko – Aśka
- Marek Świder – Darek
- Sławomir Jastrzębski – Sławek

"Zmiany, Zmiany" / "Kokon"
- Wiktor Przybył – Mariusz
- Katarzyna Bargiełowska – Mama Marka
- Małgorzata Wojdal – Piękna Obcojęzyczna